# Pe urmele bandei
Pe urmele bandei (titlul original: în germană Die Glatzkopfbande) este un film dramatic est-german, realizat în 1963 de regizorul Richard Groschopp. Publicitatea extinsă la acea vreme a creat impresia că filmul se bazează pe evenimente reale. Cu toate acestea, după cum au arătat cercetările din anii de după Căderea Zidului Berlinului⁠(d) în 1989, există puțină legătură cu evenimentele reale. Cu aproximativ 2,2 milioane de vizitatori într-un total de cinci ani, a fost unul dintre cele mai de succes filme din istoria DEFA.
Protagoniștii filmului sunt actorii Ulrich Thein, Erik S. Klein, Thomas Weisgerber și Rolf Römer.

## Rezumat
Acțiunea filmului are loc la câteva zile după construirea Zidului Berlinului pe 13 august 1961. Pe un șantier are loc un accident în care au murit două persoane. Locotenentul Lothar Czernik, angajat al Volkspolizei, investighează cazul categorisind cauza accidentului ca fiind modul superficial de lucru. Unul dintre responsabili este un muncitor din Berlinul de Vest, numit King de prietenii săi, care anterior a servit în Legiunea Străină. King se întâlnește cu alți tineri pe insula Usedom de la Marea Baltică. Se rad pe cap ca Yul Brynner, își pun porecle drept camuflaj și încep să hărțuiască oaspeții unui camping din Bansin cu motocicletele lor JAWA și MZ, muzică dată tare și comportament violent. Poliția este alertată după furtul ventilelor anvelopelor.
Situația rezultată escaladează și gașca acționează ulterior din ce în ce mai brutal. Locotenentul Czernik și colegii săi reușesc în cele din urmă să stabilească o legătură între accidentul de pe șantier și bandă. Membrii lor sunt arestați, inclusiv King, care încearcă fără succes să fugă în Suedia.

## Distribuție
- Ulrich Thein – locotenentul Lothar Czernik
- Erik S. Klein – reprezentantul secției
- Thomas Weisgerber – King
- Rolf Römer – Johle
- Arno Wyzniewski – Conny
- Jürgen Rothert – Schnuppi
- Karl-Richard Schmidt – Opa
- Jürgen Pörschmann – Piepel
- Günter Meier – Wildschwein
- Peter Pollatschek – Stinker
- Herbert Graedtke – Warze
- Brigitte Krause – Kirsten Köster, jurnalista
- Paul Berndt – Helmut Ritter, scriitorul
- Erika Dunkelmann – Frau Pohl
- Jutta Wachowiak – Marianne Pohl
- Klaus Gendries – locotenentul Hansen
- Hans Knötzsch – managerul Winter
- Gerhard Lau – șeful de șantier
- Mathilde Danegger – bunica lui Piepel
- Steffie Spira – mama lui Opa
- Horst Friedrich – tatăl lui Opa
- Otto Zedler – maistrul Kranich
- Monika Hildebrand – Waltraud
- Jochen Diestelmann – specialistul în constructii de la criminalistică
- Hans Hardt-Hardtloff – administratorul căminului
- Annelies Edenharter – telegrafista